# Église Sainte-Élisabeth de Roubaix
L'église Sainte-Élisabeth est une église catholique située 115 rue de Lannoy à Roubaix, dans le département du Nord. Elle dépend du diocèse de Lille et de la paroisse de la Fraternité. Elle est dédiée à sainte Élisabeth de Hongrie, patronne d'Isabeau de Roubaix qui fut la fondatrice de l'hôpital Sainte-Élisabeth en 1488. Elle est inscrite à la liste de l'inventaire supplémentaire des monuments historiques dans sa totalité en 2014.

## Histoire

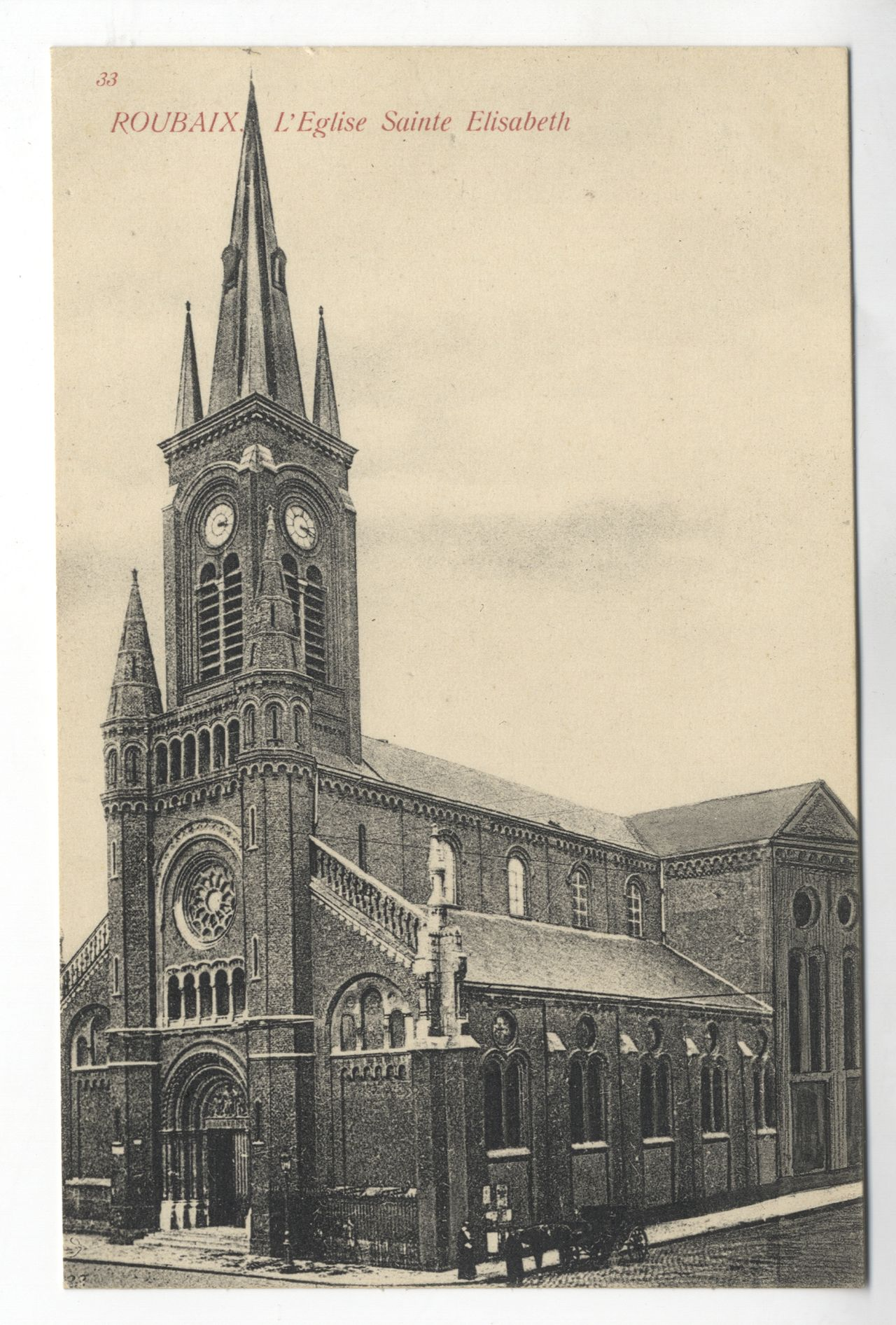
L'église Sainte-Élisabeth vers 1900. Sa flèche est encore visible.

Au milieu du XIXe siècle, Roubaix connaît un essor industriel qui va durer un siècle et provoquer l'arrivée d'abord de population des campagnes du Nord, puis d'au-delà. C'est une veuve fortunée, Madame Delaoutre, née Decrême, qui fait don d'un terrain en 1858 pour faire construire une église avec une école. La proposition est acceptée par le conseil municipal en 1859. La bénédiction de la première pierre a lieu le 3 juin 1860. L'église est bâtie en style néo-roman à l'extérieur et romano-byzantin à l'intérieur, selon les plans de Théodore Lepers, architecte de la ville, et achevée en 1863. Elle devient l'église paroissiale des quartiers du Tilleul, du Pile, des Trois Ponts, et de la Potennerie.
La pose de la flèche n'a lieu qu'en 1877, mais elle est démolie en 1972, « par crainte des chutes d'ardoises ».
À cause du climat anticlérical du début du XXe siècle, l'église n'est consacrée que le 29 juin 1933 par l'évêque auxiliaire de Lille, Mgr Jansoone.

## Description

### Architecture
Cette grande église de briques aux encorbellements de pierre calcaire est de plan en croix latine. Elle présente un haut clocher carré massif au-dessus du portail, flanqué de tourelles hexagonales. Le tympan montre le Christ trônant, avec deux anges agenouillés portant un encensoir.

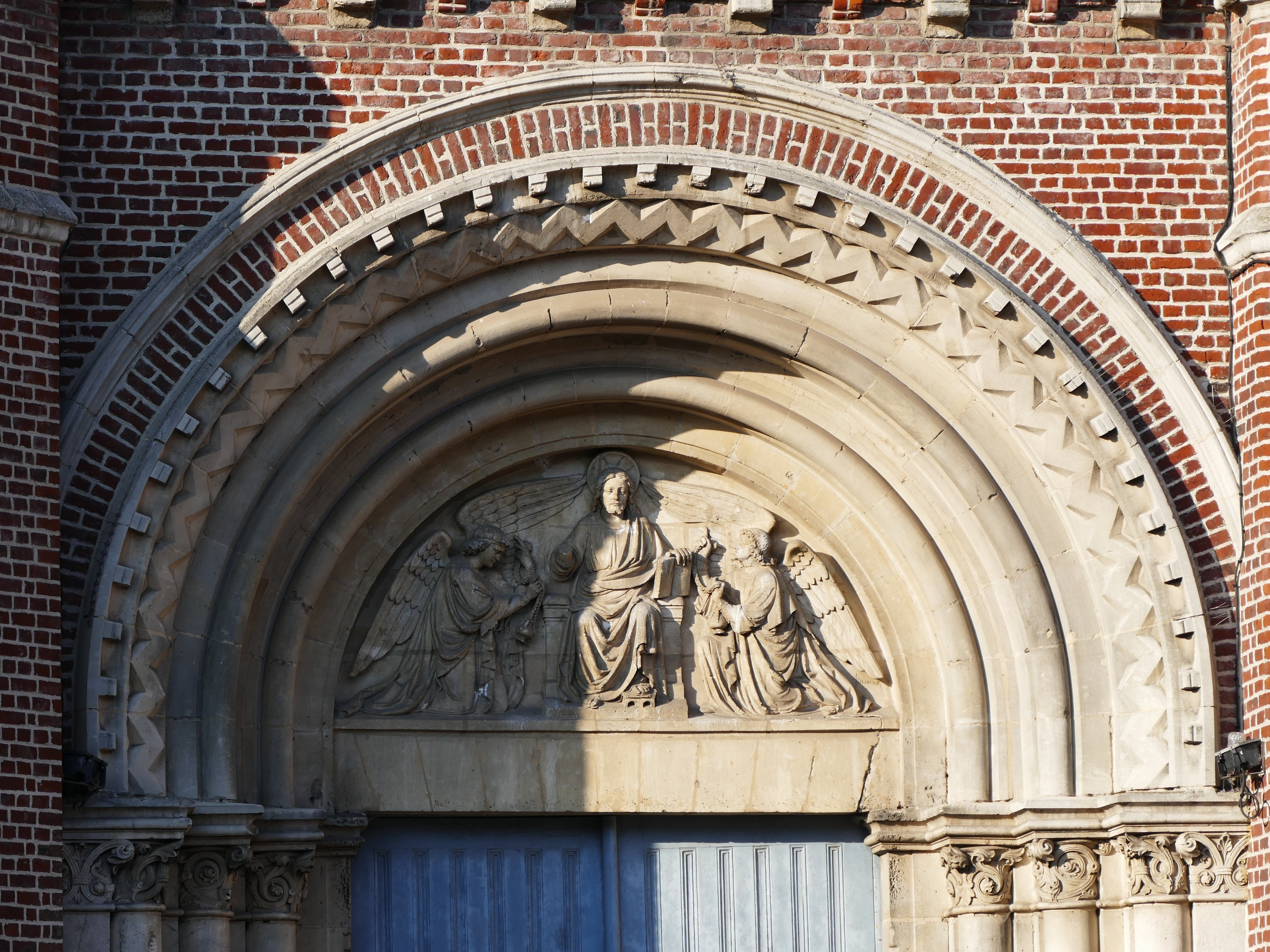
Tympan de la porte de l'église Sainte-Élisabeth de Roubaix

L'intérieur comprend une large nef et deux bas-côtés séparés par de lourdes colonnes aux chapiteaux composites. 

### Orgue
L'orgue de tribune provient de la maison Schyven de Bruxelles et a été posé en 1885. Le buffet est de Modeste Verlinden.

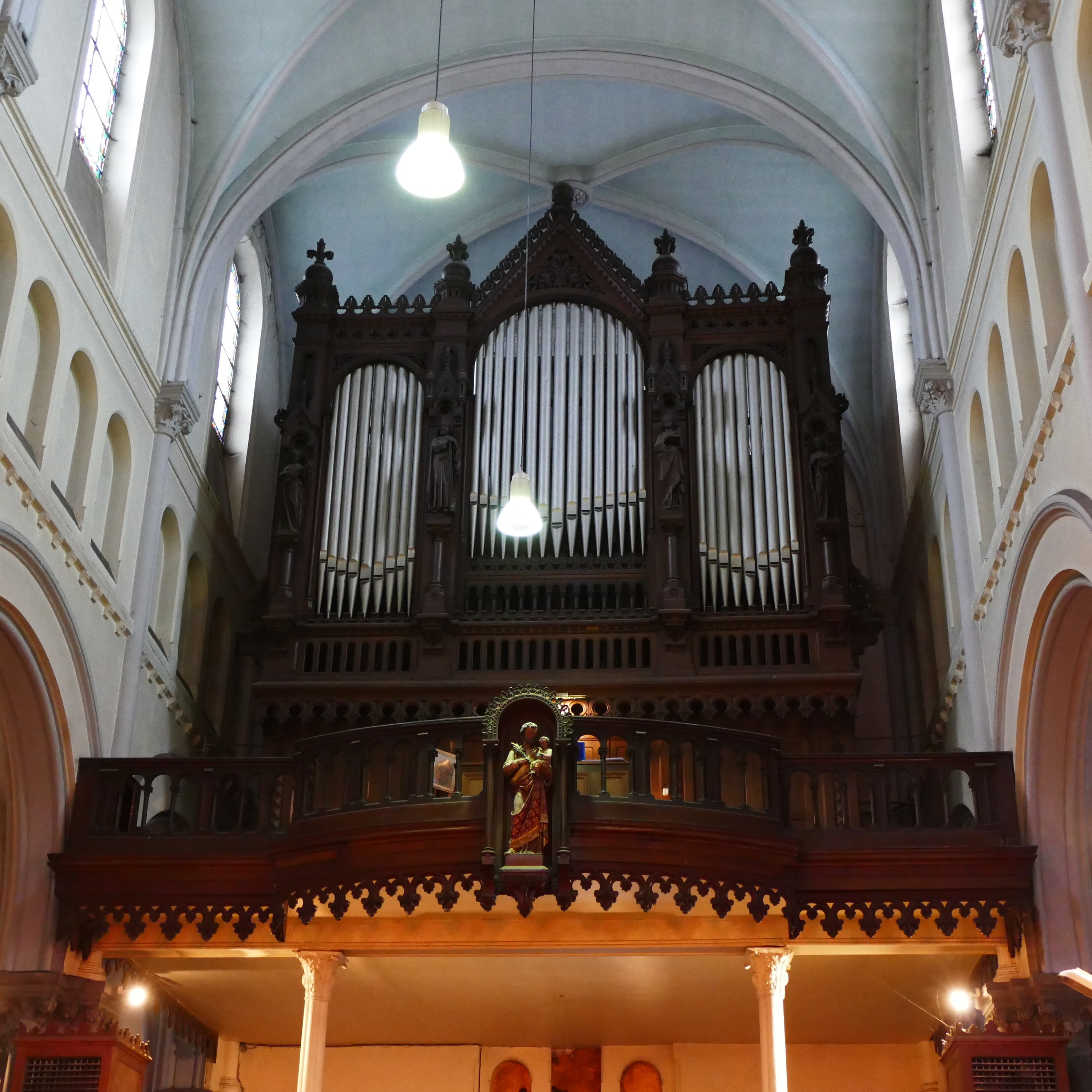
Buffet d'orgue par Modeste Verlinden

### Mobilier
Le riche maître-autel en marbre blanc, construit sur les dessins de Gustave Pattein, remplace un ancien autel de chêne. Il est de style néo-roman et date de 1897. Il est accompagné d'un banc de communion de marbre blanc offert par la veuve de l'industriel Alfred Motte cinq ans plus tôt. 

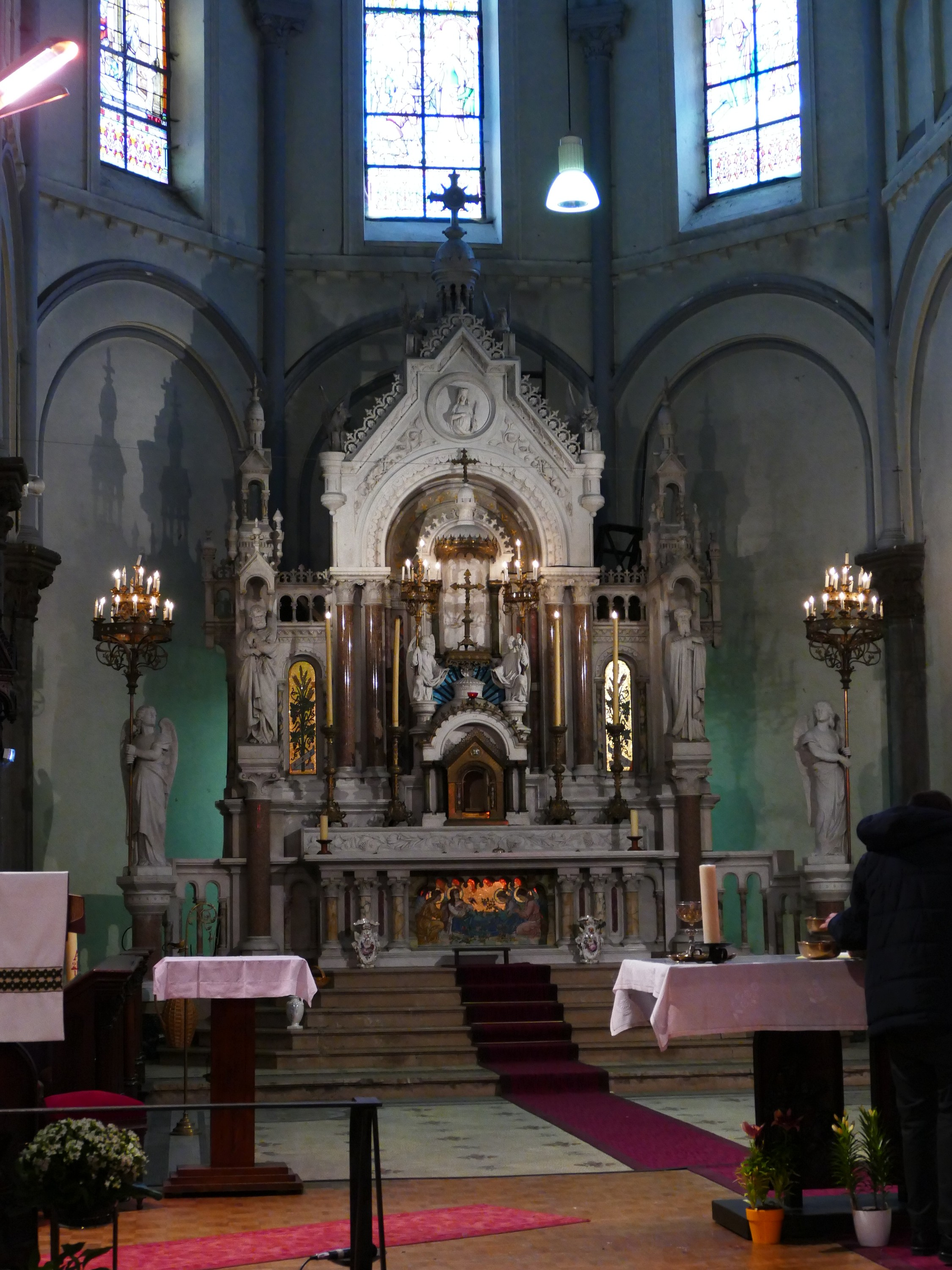
Maître-autel de l'église Sainte-Élisabeth par Gustave Pattein

Pattein a également réalisé un curieux confessionnal supportant un orgue de chœur.

### Peintures
L'intérieur est décoré de copies de tableaux de maîtres et d'œuvres de peintres roubaisiens. 

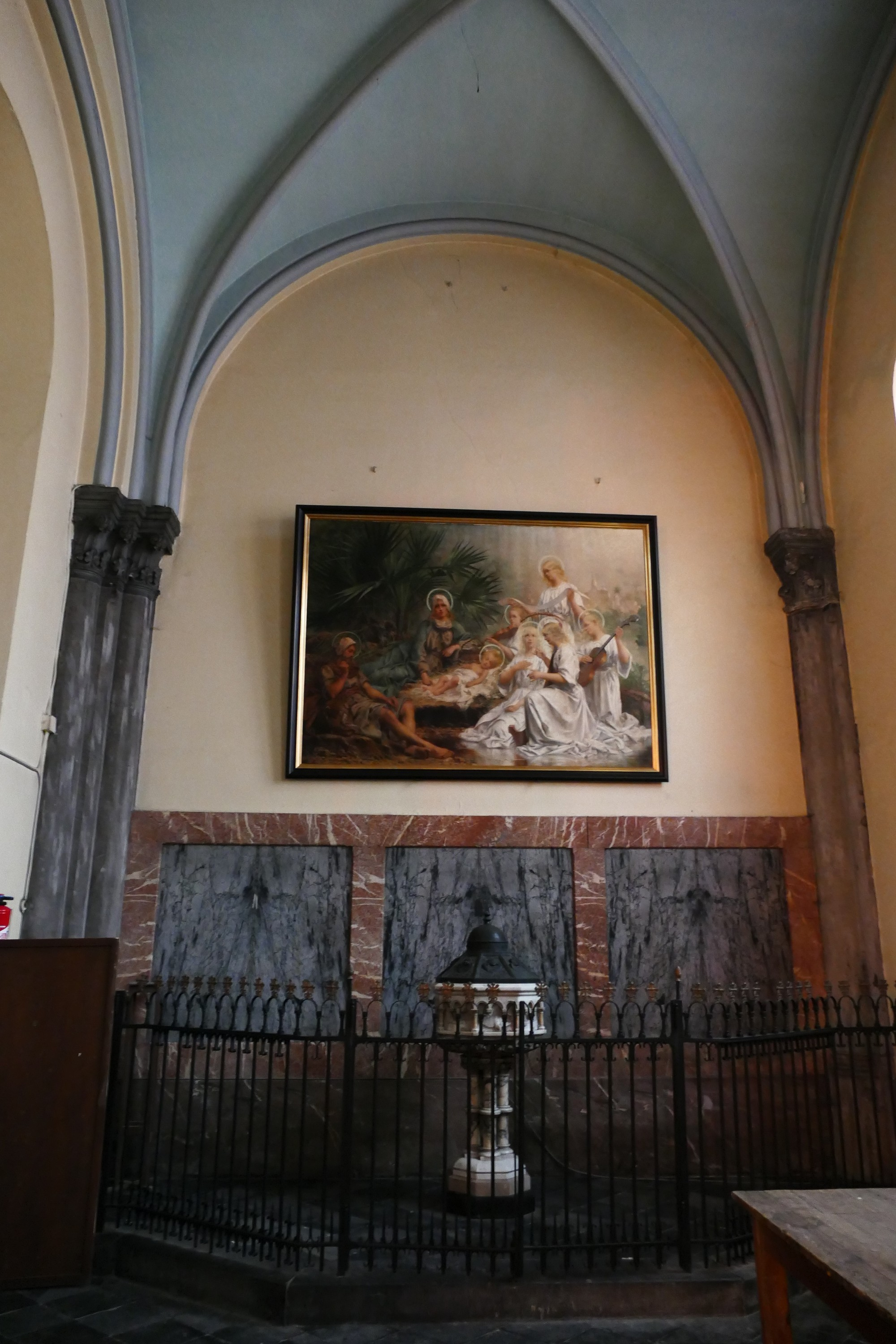
"Repos lors de la Fuite en Egypte" au dessus de la chapelle des fonts baptismaux